# WHOW
WHOW („The Big 1520“) ist eine US-amerikanische Radiostation in Clinton, Illinois. Die Station sendet auf der Mittelwellenfrequenz 1520 kHz. Auf dieser Frequenz sind allerdings die Clear Channel Stationen WWKB und KOKC (AM) dominant.
Die Station sendet mit 5 kW tagsüber und mit einem 1 kW in den „critical hours“. Nachts stellt die Station ihren Sendebetrieb ein. WHOW gehört zu Kaskasia Media/Miller Media. Das Programm wird durch einen Umsetzer auf Ultrakurzwelle (UKW) 92,3 MHz simulcasted.

## Programm
WHOW sendet unter dem Brand „The Big 1520“ ein News- und Talkformat. Die Station sendet neben regionalen und nationalen Programmen auch Sendungen insbesondere für die Landwirtschaft und Übernahmen des RFD Radio Network (FarmWeek Now). Als Zielgruppe sieht der Hörfunksender die Farmer in Central Illinois. So wird morgens eine Farm-Show ausgestrahlt und abends Landwirtschaft-Talkshows, wie „Agri-Talk“. Auch sendet WHOW „The Horse Show“ (RFD) und Berichte von Viehmärkten.
WHOW sponsert auch jährliche Landmaschinenschauen, wie die Greater Preoria Farm Show.

## Geschichte
WHOW nahm 1947 mit einem 1-kW-Sender seinen Betrieb auf. Durch einen starken Wintereinbruch 2006 wurde der Sendemast zerstört und die Station war tagelang „off-air“.